# Amtsgericht Lilienthal
Das Amtsgericht Lilienthal war ein Gericht der ordentlichen Gerichtsbarkeit in Lilienthal.

## Das Gericht
Nach der Revolution von 1848 wurde im Königreich Hannover die Rechtsprechung von der Verwaltung getrennt und die Patrimonialgerichtsbarkeit abgeschafft.
Das Amtsgericht wurde daraufhin mit der Verordnung vom 7. August 1852 die Bildung der Amtsgerichte und unteren Verwaltungsbehörden betreffend als königlich hannoversches Amtsgericht gegründet.
Es umfasste das Amt Lilienthal.
Das Amtsgericht war dem Obergericht Verden untergeordnet. Mit der Annexion Hannovers durch Preußen wurde es zu einem preußischen Amtsgericht in der Provinz Hannover.

## Das Gebäude
Das Gebäude Altes Amtsgericht in der Klosterstraße 21 steht unter Denkmalschutz (siehe auch Liste der Baudenkmale in Lilienthal).
Das langgestreckte, eingeschossige und verklinkerte Gebäude mit Satteldach und großem Dachhaus gehörte ursprünglich zum ehemaligen Kloster Lilientha und diente zuerst als Zehnt- und Kornscheune sowie als Gefängnis. Als für das Amtsgericht ein angemessenes Gebäude gesucht wurde, entschied man sich dazu, das Gebäude 1852 für die Unterbringung des Amtsgerichtes umzubauen. Im Zuge allgemeiner Reformen wurde das Gebäude am 1. Januar 1972 außer Dienst gestellt.

Es wird heute für die Jugendarbeit genutzt.